# Моностой
Моносто́й (бур. Мойһотой, южнобур., монг. Моностой — черёмуховый) — среднегорный хребет в центральной Бурятии, в Селенгинском и Иволгинском районах.

## География
Моностой расположен в центральной части Селенгинского среднегорья. Хребет вытянут с юго-запада на северо-восток на 53 км, при ширине от 10 до 23 км. Представляет горную страну с высотами от 700 до 1173 м (г. Дылым), состоящую из осевого хребта, отдельных коротких кряжей и горных групп, разделённых отлогими безлесными долинами. Юго-западные склоны опускаются к Гусиному озеру, образуя у побережья крутые обрывы. Западные склоны увалами, перпендикулярными оси хребта и перемежающимися пологими степными понижениями опускаются к Гусиноозёрской котловине и долине реки Убукун. На севере Моностой обрывается в Оронгойскую долину. Восточный склон хребта опускается к долине реки Селенги, большей частью круто обрываясь к пойме, местами нависая скалами над руслом реки. К Селенге выходят пади, перпендикулярные водоразделу Моностоя. Южная сторона хребта опускается к пади Цаган-Жалга двумя грядами, опоясывающими внутреннюю долину Бургастай.
Моностой характеризуется относительным безводьем. Водотоки образуются при весеннем таянии снегов и в период дождей конца лета — начала осени, оставляя после себя глубокие овраги. Имеются родники, воды которых на незначительном расстоянии уходят под землю.
Продолжением Моностоя на юго-запад является гряда Холбольджин, протяжённостью 15 км, идущая вдоль восточного берега Гусиного озера и переходящая к югу в массив Тойон. Холбольджин и Тойон представляют собой совершенно безлесные, степные кряжи, на юго-западе опускающиеся к долине реки Баян-Гол на Тамчинской равнине. Холбольджин сейчас представляет сплошные отвалы и карьеры, протянувшиеся на десяток километров, по причине разработки здесь угольного месторождения.

## Растительность
Моностой относится к лесостепной зоне. Осевой хребет покрыт сосновыми лесами, опускающимися языками боров с обширными подлесками до высот 650—800 м. В узких падях западного склона — березняки вперемешку с осиной и сосной. На северном, восточном и южном склонах — сосновые редколесья и сухие степи. Внутренние межгорные понижения местами представляют степи, окружённые лесными массивами. По берегу реки Селенги местами произрастает черёмуха обыкновенная.

## Животный мир
В лесах Моностоя водятся кабан, белка, заяц-толай, косуля, обыкновенная лисица. На степных участках — тарбаган, даурский суслик, мышь-полёвка, корсак. Из птиц — дятел, рябчик, куропатка, кукушка, ястреб, беркут и другие.

## Хозяйственное использование
По западным склонам хребта, на пологих степных участках — посевы зерновых. Внутренние степные долины используются как сенокосы. Восточные и южные безлесные склоны, примыкающие к падям используются как пастбища.

## Транспортная сеть
По западному подножию отрогов Моностоя вдоль всего хребта проходит федеральная автомагистраль А340 (Кяхтинский тракт), пересекающая хребет в юго-западном конце по перевалу Убиенному (бур. Дарааша). В средней части через Моностой проходит гравийная дорога Тохой — Дэдэ-Сутой. Имеются многочисленные просёлочные дороги.

## Достопримечательности
Достопримечательности находятся в южной части хребта. Это места, связанные с жизнью декабристов Константина Торсона, Николая и Михаила Бестужевых на поселении в Новоселенгинске: мемориал-могила декабристов, где похоронены Торсон и Николай Бестужев; скалы Англичанка и Наддачин над рекой Селенгой; историческая местность Зуйская падь, где располагались покосы семьи Бестужевых.
У перевала Убиенный находится историческая местность, носящая название Падь убиенных, где в 1688 году произошло сражение при обороне Селенгинского острога и над которой высится памятный крест, установленный в конце XX века.